# Wamena flygplats
Wamena flygplats (indonesiska: Bandar Udara Wamena) är en flygplats i Wamena i Indonesien. Den ligger i den östra delen av landet, 3 600 km öster om huvudstaden Jakarta. Wamena flygplats 1 549 meter över havet.